# Kaersutite
La kaersutite est un minéral de la famille des amphiboles à double chaîne calcique, riche en titane, de couleur brun foncé à noir, de formule : NaCa2(Mg3AlTi4+)(Si6Al2)O22(O)2. Son symbole IMA est Krs.
Assez répandue, elle se trouve sous forme de phénocristaux dans des roches volcaniques alcalines ; dans des nodules de péridotite et de gabbro dans des basaltes alcalins ; dans des syénites, monzonites et des tufs de carbonatite. Les minéraux associés comprennent de l'augite titanée, de la rhönite, de l'olivine, de l'ilménite, de la spinelle, du plagioclase et de la pargasite titanée. 
La ferro-kaersutite est l'extrémité riche en fer divalent du groupe de la kaersutite, le fer remplaçant le magnésium dans la structure. 
Elle a été décrite pour la première fois en 1884 et est nommée d'après la commune de Qaarsut (anciennement K'aersut), district d'Umanq dans le nord du Groenland sur laquelle se trouve sa localité type, Østerfjeld.